# پوچ (ترانه)
«پوچ» (به انگلیسی: Hollow) تک‌آهنگی از گروه موسیقی هوی متال پنترا است که در سال ۱۹۹۲ میلادی منتشر شد.